# Kommunister. Första boken
Kommunister. Första boken är en bok från 1977 skriven av C.-H. Hermansson, i intervjuform om människorna som byggt upp det kommunistiska partiet i Sverige.

## Personerna som intervjuas
De personer som intervjuats är: Gottfrid Gustavsson, Gunnar Blomberg, Petrus Pettersson, Paul Almén, Hjalmar Wäppling, Fini Smålan, Evert Leijon, Henry Nordlander, Per Mars, Gunnar Adolfsson, Valborg Svensson, Nils Löfstedt, Valter Andersson, John Henricsson, Bertil Christiansson, Erik Jansson, Sixten Rogeby, Solveig Rönn, Sam Johansson, Wilhelm Karlsson och John S. Johansson.